# Hieracium compositum
Hieracium compositum es una especie de planta con flor del género Hieracium, de la familia Asteraceae, orden Asterales.

## Distribución
Hieracium compositum se distribuye por Francia, España, Andorra y Alemania.

## Taxonomía
Fue descrita científicamente por Lapeyr. Fue publicada en Hist. Pl. Pyrénées: 476 (1813).